# Plau am See
Plau am See – miasto w Niemczech, w kraju związkowym Meklemburgia-Pomorze Przednie, w powiecie Ludwigslust-Parchim, siedziba Związku Gmin Plau am See.

## Toponimia
W średniowieczu miasto wymienione jest w dokumentach tylko raz w 1235 roku jako Plawe, ponownie pojawia się dopiero w XVI wieku już w formie Plau. Nazwa ma źródłosłów słowiański, rekonstruowana połabska forma *Plavy (l.mn.) odnosi się do miejsca, w którym spławiono towary rzeką. W języku polskim rekonstruowane w formie Pławie.

## Współpraca
Miejscowości partnerskie:
- Hersbruck, Bawaria
- Nysted, Dania
- Plön, Szlezwik-Holsztyn